# 1916年1月20日月食
1916年1月20日月食为一次在协调世界时1916年1月20日出現的月偏食。該次月食半影食分為1.254、全影食分為0.137。偏食維持了45分。

## 概述
這次月食的食分是8.09，偏食維持了45分。

## 基本參數
- 類型：月偏食
- 食甚資料：
  - 日期：1916年1月20日
  - 時間：8:39
  - 月球位置：赤經8.09度、赤緯21.2度
  - 食分：半影食分：1.254、全影食分：0.137
  - 持續時間：偏食45分

## 外部連結
- NASA月食專頁（页面存档备份，存于）（英文）